# Episodi di Alice Nevers - Professione giudice (decima stagione)
La decima stagione della serie televisiva Alice Nevers - Professione giudice è composta da sei episodi di circa 52 minuti, trasmessi per la prima volta da TF1 dal 26 gennaio al 9 febbraio 2012.
In Italia, è stata trasmessa dall'8 al 22 ottobre 2019 su Giallo.
| nº | Titolo originale | Titolo italiano          | Prima TV Francia | Prima TV Italia |
| -- | ---------------- | ------------------------ | ---------------- | --------------- |
| 1  | Jardin secret    | Il giardino segreto      | 26 gennaio 2012  | 8 ottobre 2019  |
| 2  | Animal           | Animali                  | 26 gennaio 2012  | 8 ottobre 2019  |
| 3  | Meurtre discount | Massimo sconto           | 2 febbraio 2012  | 15 ottobre 2019 |
| 4  | En plein cœur    | Gli inganni del cuore    | 2 febbraio 2012  | 15 ottobre 2019 |
| 5  | Famille en péril | Una famiglia in pericolo | 9 febbraio 2012  | 22 ottobre 2019 |
| 6  | Bio connection   | Connessione biologica    | 9 febbraio 2012  | 22 ottobre 2019 |

## Il giardino segreto
- Titolo originale: Jardin secret
- Diretto da: René Manzor
- Scritto da: Aude Blanchard e Claire Alexandrakis

### Trama
Una chef stellata viene uccisa nella sua cucina, e gli investigatori scoprono che stava conducendo una seconda vota fingendosi un'adolescente su Internet. Allo stesso tempo, il rapporto tra Alice e Marquand si deteriora da quando quest'ultima ha scelto di vivere con Mathieu, il padre di suo figlio.

## Animali
- Titolo originale: Animal
- Diretto da: René Manzor
- Scritto da: Mathias Gavarry

### Trama
Un veterinario viene trovato morto nel suo studio della scuola veterinaria di Maisons-Alfort, e faceva parte di un gruppo di attivisti che lottavano contro l'allevamento intensivo e il traffico di animali domestici. Alice, da parte sua, è preoccupata perché Mathieu le sta mentendo.

## Massimo sconto
- Titolo originale: Muetre discount
- Diretto da: René Manzor
- Scritto da: Maxime Govare e Martin Brossollet

### Trama
Il direttore di un supermercato per la riduzione delle scorte, viene trovato ucciso nel suo supermercato. Amatissimo da tutti, il suo assassino lo ha rinchiuso nella cella frigorifera, a meno 21 gradi. Allo stesso tempo, Alice si rende conto di essere ancora attratta da Marquand.

## Gli inganni del cuore
- Titolo originale: En pleir cœur
- Diretto da: Alexandre Laurent
- Scritto da: Alice Chegaray Breugnot e Nicolas Jean

### Trama
Il corpo di una trentenne è stato ritrovato all'alba nel cortile del suo palazzo, imbavagliato e con le mani legate, e gettata dalla finestra del suo appartamento mentre la sua compagna di stanza nella camera accanto. E Mathieu chiede ad Alice di sposarlo.

## Una famiglia in pericolo
- Titolo originale: Famille en péril
- Diretto da: Alexandre Laurent
- Scritto da: Akima Seghir

### Trama
Una ragazza rumena, trasferita da qualche mese in Francia, viene uccisa in un parcheggio. Poche ore dopo avrebbe sposato un libraio, ma di fronte alla differenza di età, gli inquirenti si chiedono se non si trattasse di un finto matrimonio. Allo stesso tempo, Alice viene a sapere che Marquand ha chiesto un trasferimento al servizio di protezione delle frodi.

## Connessione biologica
- Titolo originale: Bio connection
- Diretto da: Alexandre Laurent
- Scritto da: Laurent Blin

### Trama
Una contadina viene trovata morta ai piedi di uno degli edifici di un complesso residenziale, una busta di hashish in tasca. Gli investigatori scoprono con sorpresa che la droga proviene da un lotto sequestrato dalla polizia tre anni prima. Marquand scopre che Mathieu è tornato nel giro.